# Fedrelandslaget
Le Fedrelandslaget (« Ligue de la Patrie ») est une organisation politique norvégienne qui a été fondée le 25 janvier 1925 à l'initiative de l'industriel Joakim Lehmkuhl et cofondée avec l'explorateur polaire Fridtjof Nansen et l'ancien Premier ministre Christian Michelsen.
Le but de l'organisation était de jeter les bases d'une politique de coalition nationale, en opposition au mouvement ouvrier émergent et d'inspiration marxiste et socialiste. En 1930, l'organisation comptait environ 100 000 membres et plus de 400 sections locales.
L'organisation a été dissoute de force par le Reichskommissar Josef Terboven le 25 septembre 1940, au cours l'occupation de la Norvège par le Troisième Reich.